# Georg Hellmesberger (hijo)
Georg Hellmesberger (hijo) fue un compositor y violinista austriaco, nacido el 27 de enero de 1830, y fallecido el 12 de noviembre de 1852.
Nacido en Viena, formó parte de una familia austriaca de cierta relevancia en el mundo de la música clásica. Como él, fueron músicos su padre, Georg y su hermano Josef, así como sus dos sobrinos por parte de éste, Josef y Ferdinand.
Estudió violín con su padre, y composición con Ludwig Rotter (1810-1895). En 1847 hizo una serie de conciertos a lo largo de Alemania e Inglaterra.
En 1850 se convirtió en director de vodevil y ballet en Hanover. Más tarde consiguió el puesto de maestro de capilla en Hanover. Sin embargo, poco tiempo después, falleció prematuramente.
Sus trabajos incluyen óperas, (Die Bürgschaft, de 1848 y Die beiden Königinnen, de 1851), sinfonías, música de cámara, y piezas para violín.